# Stenichneumon ussuriensis
Stenichneumon ussuriensis là một loài tò vò trong họ Ichneumonidae.